# La Rauracienne
Ne pas confondre avec La Nouvelle Rauracienne, chant des séparatistes jurassiens et hymne cantonal jurassien.
La Rauracienne est une chanson populaire à caractère séparatiste originaire de la région de l’Ajoie, datant de 1830.

## Histoire

### Origines
La mélodie originale provient d’une composition de Joseph-Denis Doche, créée en 1810 pour le vaudeville Partie carrée ou Chacun de son côté nommé Air nouveau de Doche, ou vaudeville de M. Guillaume. La pièce est représentée pour la première fois à Paris, le 11 juillet 1810. Rapidement populaire, cette musique se diffuse largement dans la société française de l’époque. Plusieurs groupes et associations, y compris certains cercles maçonniques, s’en emparent et en adaptent les paroles selon leurs propres contextes et intentions.

### Reprise de Béranger
Le chansonnier français Pierre-Jean de Béranger reprend ensuite cette mélodie pour composer deux chansons à portée politique et sociale : Le Dieu des bonnes gens en 1817, suivi de La Sainte Alliance des peuples en 1818.

### Reprise séparatiste jurassienne

#### La Rauracienne
Par le Congrès de Vienne, l'ancienne République rauracienne est rattachée au canton de Berne le 21 décembre 1815. Dès ce rattachement, la cohabitation des Jurassiens avec les Bernois ne pose pas de grands problèmes. Toutefois, c'est après les révolutions de 1830 que de profondes divergences émergent. Ces mécontentements trouvent en partie leur origine dans des dissensions culturelles, linguistiques, juridiques et religieuses.

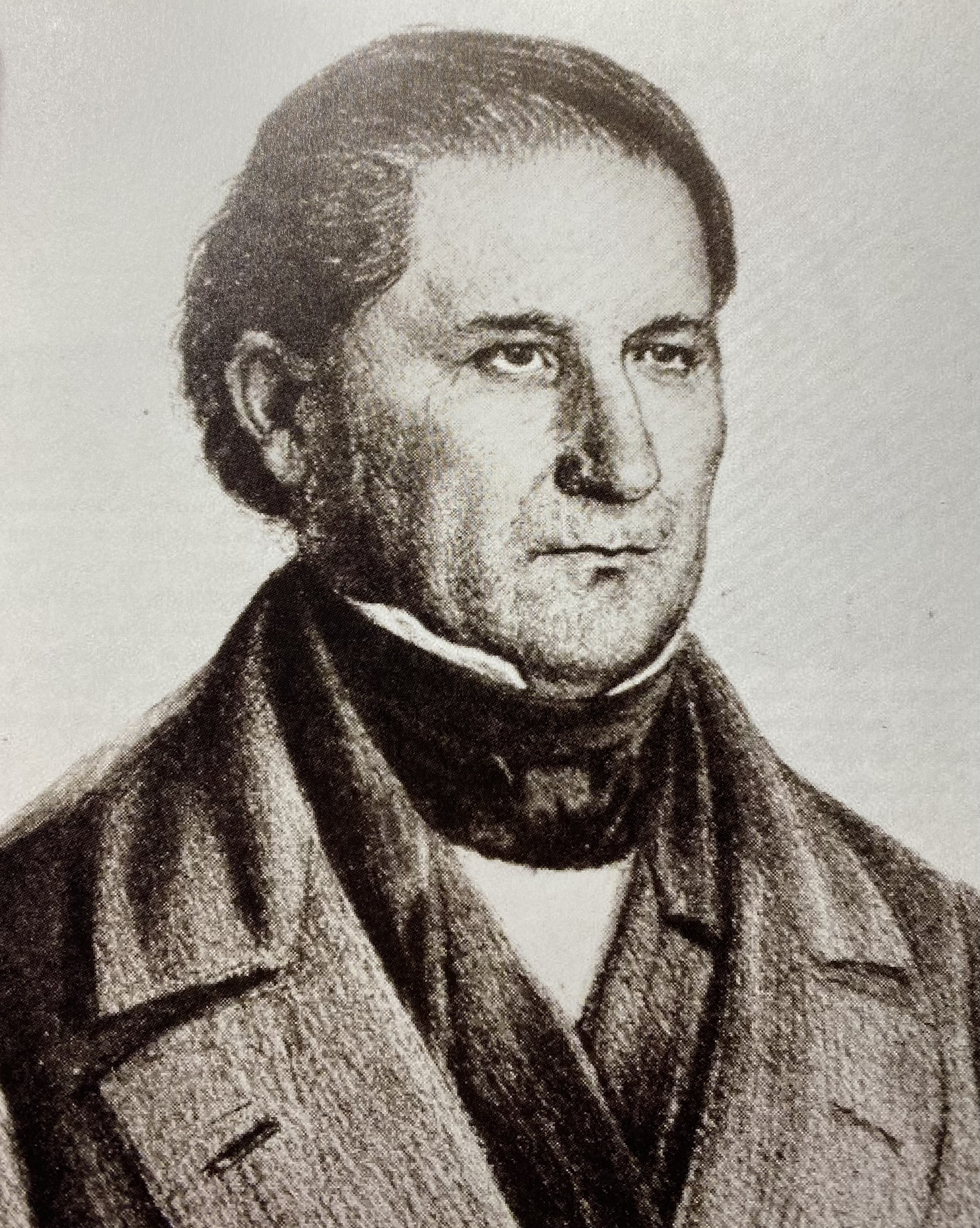
Xavier Stockmar, auteur de La Rauracienne en 1830.

Le 31 juillet 1826, Xavier Stockmar, Olivier Seuret, Auguste Quiquerez et Louis Quiquerez se réunissent au château de Morimont pour prêter le « Serment de Morimont », dans lequel ils s'engagent à « délivrer le Jura de l'oligarchie bernoise ». Par cet acte, les quatre hommes fondent le premier mouvement séparatiste du Jura. Quatre ans plus tard, Xavier Stockmar publie une proclamation appelant à l'autonomie du Jura vis-à-vis du canton de Berne.
Dans ce contexte, Xavier Stockmar compose une chanson révolutionnaire, intitulée La Rauracienne, sur la mélodie de Air nouveau de Doche de Doche. Le texte s’inspire également de La Sainte Alliance des peuples de Béranger. La Rauracienne est chantée pour la première fois en 1830 lors d’une réunion de l'opposition libérale à Porrentruy, devenant rapidement un symbole d'unité et de résistance pour les Jurassiens.

#### La Nouvelle Rauracienne
En 1950, La Rauracienne est reprise et modifiée par Roland Béguelin et Roger Schaffter, figures de proue du Mouvement autonomiste jurassien, nommé alors Mouvement séparatiste jurassien. Rebaptisée La Nouvelle Rauracienne, cette version actualisée devient l'hymne du mouvement séparatiste.

## Paroles
Tableau comparatif des paroles des différentes versions de la chanson associées à la mélodie d'origine,,,.
| Air nouveau de Doche, ou vaudeville de M. Guillaume de Joseph-Denis Doche (1810) | Le Dieu des bonnes gens de Pierre-Jean de Béranger (1817) | La Sainte Alliance des peuples de Pierre-Jean de Béranger (1818) | La Rauracienne de Xavier Stockmar (1830) |
| --- | --- | --- | --- |
| Lorsqu'en ces lieux, malgré votre défense, J'eus de l'amour reconnu le signal, Pour mieux tromper mon espérance, Vous vous êtes dit mon rival ; Mais à mon tour, déployant mon adresse, De ruse avec vous j'ai lutté ; Et voilà comme on se trompe sans cesse ' Chacun de son côté. Avant l'hymen, croyant, bien nous connaître, Lorsqu'on entend les hommes discourir, Ils veulent tous parler en maître, Et sous leurs lois nous asservir ; Mais par l'hymen il faut hien qu'ils finissent. Alors, malgré leur fermeté, Sans y penser, ces messieurs obéissent Chacun de leur côté. Quand un héros, que l'univers contemple, Au champ d'honneur guide tous les Français, Lorsque lui-même il sert d'exemple Pour mieuè assurer leurs succès ; Quand sa compagne a, par sa bienfaisance, Déjà fait bénir sa bonté, Ils font ainsi le bonheur de la France Chacun de son côté. Messieurs, l'auteur, tremblant pour son ouvrage, Dans ce moment redoute votre arrêt. De mériter votre suffrage Aurait-il fait le vain projet ? Ah ! pour juger cette légère esquisse, Sur-tout point de sévérité, Et que ce soir tout le monde applaudisse Chacun de son côté. | Il est un Dieu ; devant lui je m’incline, Pauvre et content, sans lui demander rien. De l’univers observant la machine, J’y vois du mal, et n’aime que le bien. Mais le plaisir à ma philosophie Révèle assez des cieux intelligents. Le verre en main, gaîment je me confie Au Dieu des bonnes gens. Dans ma retraite où l’on voit l’indigence, Sans m’éveiller, assise à mon chevet, Grâce aux amours, bercé par l’espérance, D’un lit plus doux je rêve le duvet. Aux dieux des cours qu’un autre sacrifie ! Moi, qui ne crois qu’à des dieux indulgents, Le verre en main, gaîment je me confie Au Dieu des bonnes gens. Un conquérant, dans sa fortune altière, Se fit un jeu des sceptres et des lois, Et de ses pieds on peut voir la poussière Empreinte encor sur le bandeau des rois. Vous rampiez tous, ô rois qu’on déifie ! Moi, pour braver des maîtres exigeants, Le verre en main, gaîment je me confie Au Dieu des bonnes gens. Dans nos palais, où, près de la Victoire, Brillaient les arts, doux fruits des beaux climats, J’ai vu du Nord les peuplades sans gloire De leurs manteaux secouer les frimas. Sur nos débris Albion nous défie ; Mais les destins et les flots sont changeants : Le verre en main, gaîment je me confie Au Dieu des bonnes gens. Quelle menace un prêtre fait entendre ! Nous touchons tous à nos derniers instants : L’éternité va se faire comprendre ; Tout va finir, l’univers et le temps. Ô chérubins à la face bouffie, Réveillez donc les morts peu diligents. Le verre en main, gaîment je me confie Au Dieu des bonnes gens. Mais quelle erreur ! non, Dieu n’est point colère ; S’il créa tout, à tout il sert d’appui : Vins qu’il nous donne, amitié tutélaire, Et vous, amours, qui créez après lui, Prêtez un charme à ma philosophie Pour dissiper des rêves affligeants. Le verre en main, que chacun se confie Au Dieu des bonnes gens. | J’ai vu la Paix descendre sur la terre, Semant de l’or, des fleurs et des épis. L’air était calme, et du dieu de la guerre Elle étouffait les foudres assoupis. « Ah ! disait-elle, égaux par la vaillance, « Français, Anglais, Belge, Russe ou Germain, « Peuples, formez une sainte alliance, « Et donnez-vous la main. « Pauvres mortels, tant de haine vous lasse ; « Vous ne goûtez qu’un pénible sommeil. « D’un globe étroit divisez mieux l’espace ; « Chacun de vous aura place au soleil. « Tous attelés au char de la puissance, « Du vrai bonheur vous quittez le chemin. « Peuples, formez une sainte alliance, « Et donnez-vous la main. « Chez vos voisins vous portez l’incendie ; « L’aquilon souffle, et vos toits sont brûlés ; « Et quand la terre est enfin refroidie, « Le soc languit sous des bras mutilés. « Près de la borne où chaque état commence, « Aucun épi n’est pur de sang humain. « Peuples, formez une sainte alliance, « Et donnez-vous la main. « Des potentats, dans vos cités en flammes, « Osent du bout de leur sceptre insolent « Marquer, compter et recompter les âmes « Que leur adjuge un triomphe sanglant. « Faibles troupeaux, vous passez, sans défense, « D’un joug pesant sous un joug inhumain. « Peuples, formez une sainte alliance, « Et donnez-vous la main. « Que Mars en vain n’arrête point sa course ; « Fondez les lois dans vos pays souffrants ; « De votre sang ne livrez plus la source « Aux rois ingrats, aux vastes conquérants. « Des astres faux conjurez l’influence ; « Effroi d’un jour, ils pâliront demain. « Peuples, formez une sainte alliance, « Et donnez-vous la main. « Oui, libre enfin, que le monde respire ; « Sur le passé jetez un voile épais. « Semez vos champs aux accords de la lyre ; « L’encens des arts doit brûler pour la paix. « L’espoir riant, au sein de l’abondance, « Accueillera les doux fruits de l’hymen. « Peuples, formez une sainte alliance, « Et donnez-vous la main. » Ainsi parlait cette vierge adorée, Et plus d’un roi répétait ses discours. Comme au printemps la terre était parée, L’automne en fleurs rappelait les amours[1]. Pour l’étranger coulez, bons vins de France : De sa frontière il reprend le chemin. Peuples, formons une sainte alliance, Et donnons-nous la main. | Des bords du Tage à ceux de la Baltique, Entendez-vous le sinistre beffroi ? Voyez-vous fuir de leur demeure antique, Ces rois saisis de rumeur et d’effroi ? Vous qui veillez au sort de la patrie, Ah ! Détournez l’orage peu lointain. Unissez-vous, fils de la Rauracie Et donnez-vous la main, et donnez- vous la main ! Des séducteurs, ennemis de leurs frères, Ont dit : Formez deux camps sous deux couleurs; Mais répondez à ces voix étrangères: Le pays seul fera battre nos cœurs. De nos aînés, déplorons la folie, Notre étendard n’est Gaulois ni Germain; Unissez-vous, fils de la Rauracie Et donnez-vous la main, et donnez-vous la main ! Loin de nos rangs celui qui n’est sensible Qu’au souvenir de Vienne ou de Paris ! Pierre-Pertuis; Réfousse et Mont-Terrible, J’aime à rêver au pied de vos débris; Vous avez vu la liberté bannie, Cent fois mourir et renaître soudain; Unissez-vous, fils de la Rauracie Et donnez-vous la main, et donnez-vous la main ! Cueillons gaîment les fruits de nos campagnes, Versez, Biennois, le vin de vos coteaux, L’indépendance est fille des montagnes, Pour nos enfants luiront des jours plus beaux. Sous les drapeaux de la libre Helvétie, Que d’âge en âge on chante ce refrain : Unissez-vous, fils de la Rauracie Et donnez-vous la main, et donnez-vous la main ! |

## Auteurs
La musique est composée par Joseph-Denis Doche en 1810. Les paroles sont rédigées ultérieurement par Xavier Stockmar en 1830, s'inspirant du texte La Sainte Alliance des peuples de Pierre-Jean de Béranger datant de 1818.